# Departamento San Cristóbal
Das Departamento San Cristóbal liegt im Westen der Provinz Santa Fe im Zentrum Argentiniens und ist eine von 19 Verwaltungseinheiten der Provinz. 
Es grenzt im Norden an die Departamentos Vera und Nueve de Julio, im Osten an das Departamento San Justo, im Süden an die Departamentos Las Colonias und Castellanos, im Südwesten an die Provinz Córdoba und im Westen an die Provinz Santiago del Estero. 
Die Hauptstadt des Departamento San Cristóbal ist das gleichnamige San Cristóbal.

## Städte und Gemeinden
Das Departamento San Cristóbal ist in folgende Gemeinden aufgeteilt:
- Aguará Grande
- Ambrosetti
- Arrufó
- Capivara
- Ceres
- Colonia Ana
- Colonia Bossi
- Colonia Clara
- Colonia Dos Rosas y La Legua
- Colonia Rosa
- Constanza
- Curupaity
- Hersilia
- Huanqueros
- La Cabral
- La Lucila
- La Rubia
- Las Avispas
- Las Palmeras
- Moisés Ville
- Monigotes
- Monte Oscuridad
- Ñanducita
- Palacios
- Portugalete
- San Cristóbal
- San Guillermo
- Santurce
- Soledad
- Suardi
- Villa Saralegui
- Villa Trinidad

Koordinaten: 30° 18′ S, 61° 12′ W